# Michael Fare

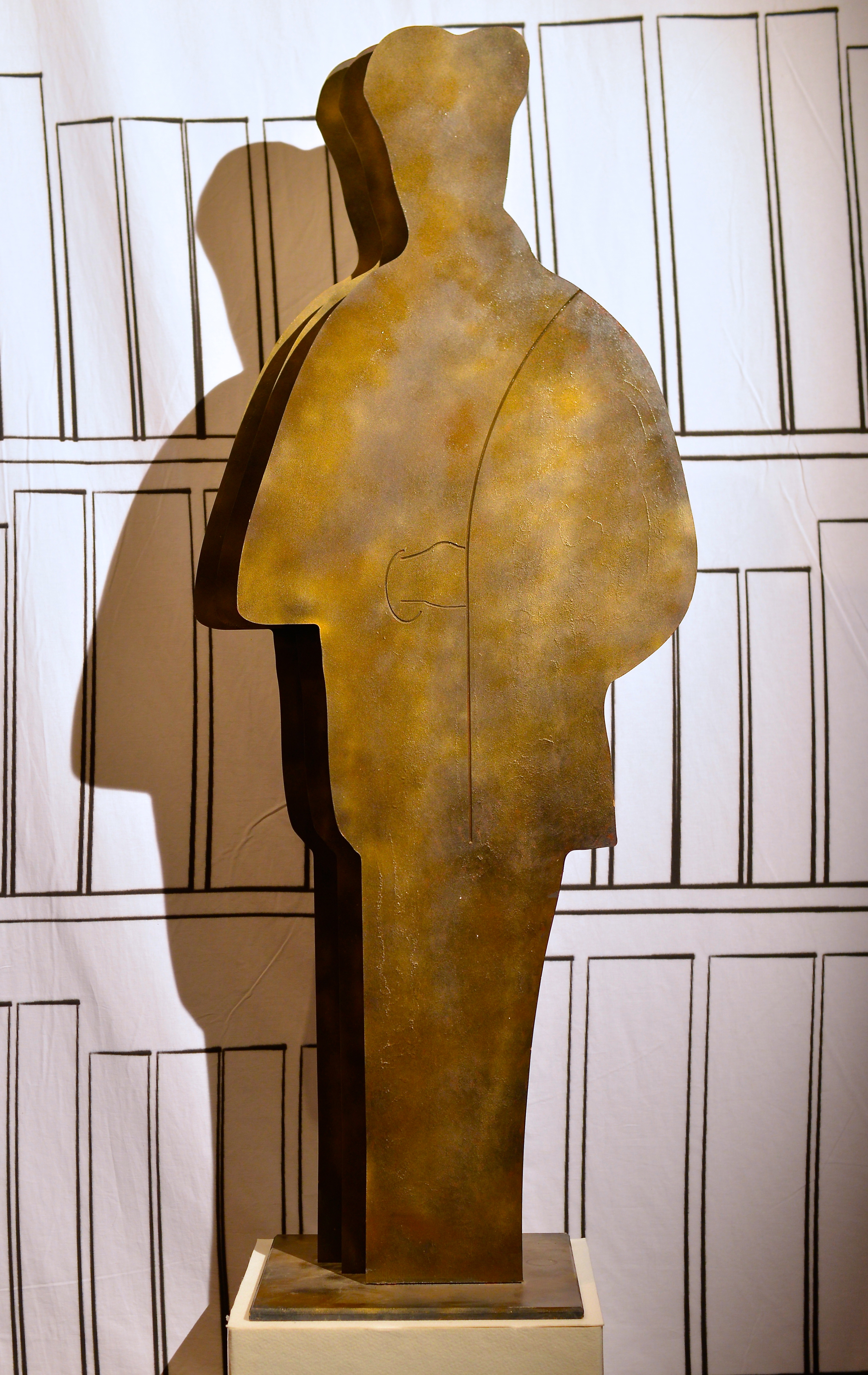
Auguststatyetten

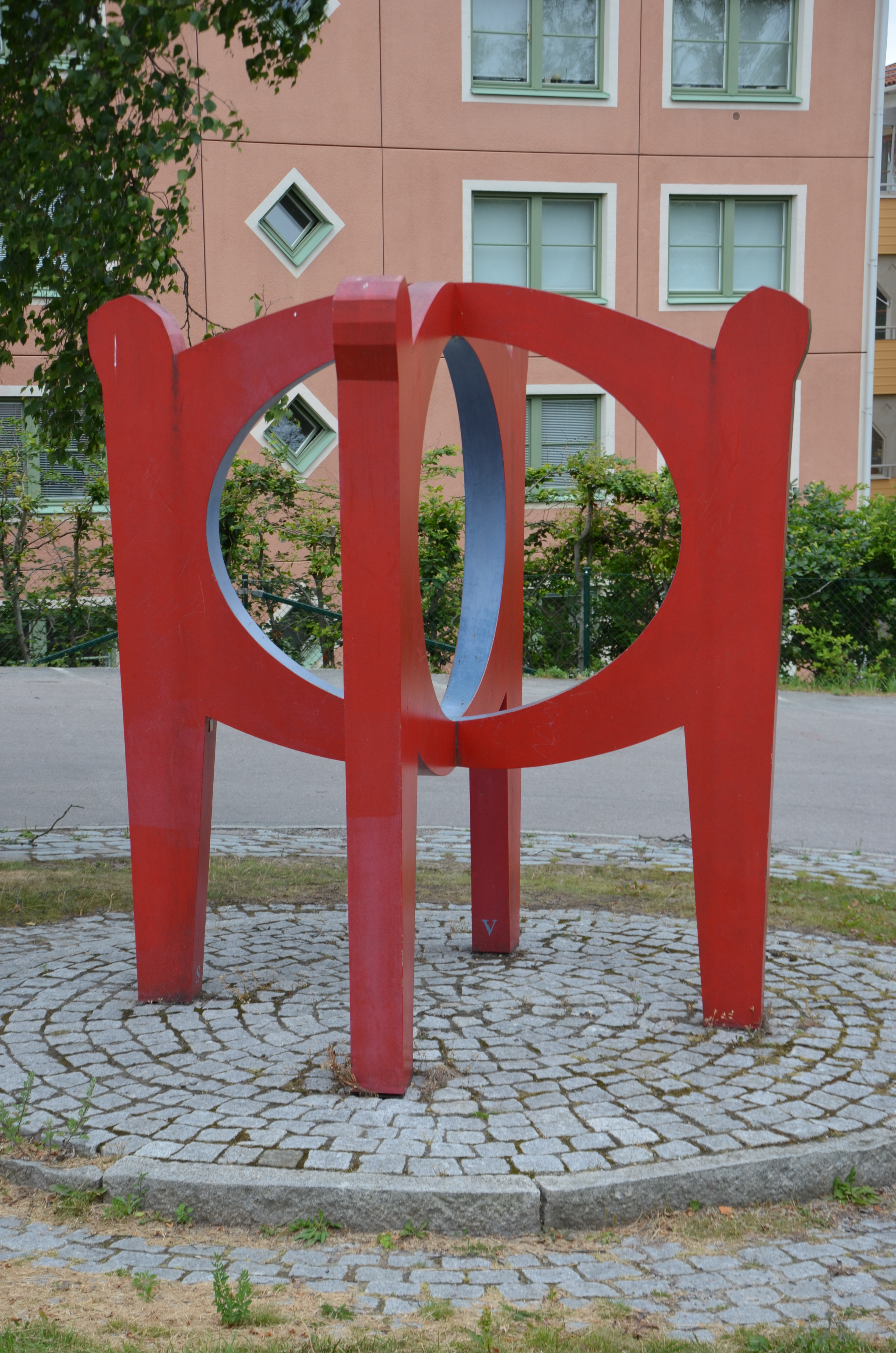
Tillsammans i Stuvsta

Jean Ulf Michael Leopold Fare, född 28 december 1951 i Stockholm,  är en svensk konstnär. 
Michael Fare är son till konstnären Leopold Fare, brorson till Janne Loffe Carlsson och kusin till  Pär Isberg. Han är gift med Stella Fare.
Han skapade 1989 August-statyetten, som delas ut till vinnarna av Augustpriset. Han var informatör för Konst där vi bor vid Statens konstråd åren 1988–1990.

## Offentliga verk i urval
- Tillsammans, utanför Kungsklippeskolan i Stuvsta
- Hässelbygårdsskolan i Stockholm [2]